# Pepa Blanes
María José Blanes Martínez, más conocida como Pepa Blanes (Elda, 28 de febrero de 1985), es una periodista española de radio y prensa escrita.

## Trayectoria
Nació en Elda el 28 de febrero de 1985. Estudió Bachillerato en el IES Azorín de Petrel. Es licenciada en Periodismo por la Universidad Complutense de Madrid.
Radicada en Madrid, ha trabajado en Diario Información, Europa Press, Movistar+ y la Cadena SER. Fue subdirectora del programa La Script en Cadena Ser. Desde 2019 es Jefa de Cultura en la SER, y directora del programa El Cine en la Ser. También fue subdirectora del programa Ver-Mú en Movistar Plus de Telefónica. Ahora está especializada en Cine, pero ha cubierto Política, temas de Sociedad, Economía y Cultura.
Es Investigadora en la Universidad Complutense de Madrid en proceso de realizar el doctorado sobre periodismo, comunicación, redes sociales y narrativas en cine y televisión.
Ha escrito un libro sobre cine, Abre los ojos (2021).